# POPism: The Warhol Sixties
POPism: The Warhol Sixties es un libro de memorias escrito por el artista estadounidense Andy Warhol. Se publicó por primera vez en la editorial Harcourt Brace Jovanovich. Pat Hackett, amigo y colaborador frecuente de Warhol, fue el coautor del libro. La obra abarca los años 1960 a 1969 y se enfoca principalmente en las obras cinematográficas y de arte plástico de Warhol. Incluye también anécdotas de celebridades y personajes de The Factory. Se basa en parte en las numerosas cintas de audio que el artista grababa obsesivamente durante este período.
Se tradujo al español como POPism: The Warhol Sixties. Diarios (1960-1969) por Ediciones Alfabia.